# Mugilogobius mertoni
Mugilogobius mertoni är en fiskart som först beskrevs av Weber, 1911.  Mugilogobius mertoni ingår i släktet Mugilogobius och familjen smörbultsfiskar. IUCN kategoriserar arten globalt som livskraftig. Inga underarter finns listade i Catalogue of Life.